# Luiz Eduardo Felix da Costa
Luiz Eduardo Felix da Costa, hay Luiz Eduardo (sinh ngày 28 tháng 4 năm 1993) là một cầu thủ bóng đá người Brasil thi đấu cho Gil Vicente ở vị trí trung vệ.

## Sự nghiệp
Anh ra mắt chuyên nghiệp tại Campeonato Paulista cho São Paulo vào ngày 30 tháng 1 năm 2011 trong trận đấu trước Santos.